# Внутрішня Крайна

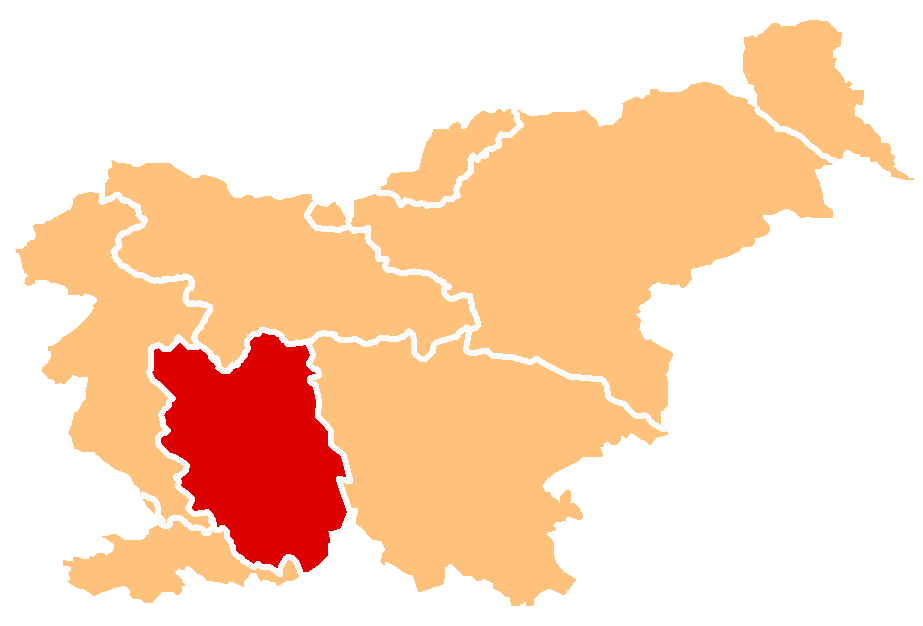
Внутрішня Крайна на мапі Словенії

Внутрішня Крайна (нім. Innerkrain; словен. Notranjska) — колишній край, Габсбурзького кронланду Крайна 1849 — 1919 роках, наразі історична область Словенії. Її адміністративним і економічним центром була Постойна, інші менші центри Логатець, Церкниця, Півка і Ілірська Бистриця.

## Історія
Назва області було створено за аналогією з Внутрішньою Австрією (нім. Innerösterreich), що стосується південно-західних спадкових земель Габсбургів
.
Внутрішня Крайна була округом герцогства Крайна, під орудою Габсбургів на землях Внутрішньої Австрії, починаючи з XIV століття. 
Територіальний устрій було описано науковцем Йоганном Вейхардом фон Вальвазором у його праці 1689 року «Слава герцогства Карніола». 
Згідно з Паризьким мирним договором 1814 року Внутрішня Крайна, як частина наполеонівських Іллірійських провінцій, увійшла до складу Австрійської імперії у складі Іллірійського королівства. 
У 1849 ці землі знову стали коронною землею Габсбургів.
Після Першої світової війни західна частина регіону (з приблизно двома третинами населення) була окупована Італією, і в 1920 році за Рапалльським договором була передана Королівству Італія. 
Східна третина була включена до складу Королівства сербів, хорватів та словенців (пізніше перейменованого на Югославію). 
З розквітом фашизму італійська частина області зазнала насильницької італізації.
 
У 1947 році ці землі були передані Югославії , яка окупувала їх з 1945 року.